# ورونیکا آندروخیو
ورونیکا آندروخیو (انگلیسی: Veronika Andrukhiv؛ زادهٔ ۵ مهٔ ۱۹۹۶) بازیکن فوتبال اهل اوکراین است.
وی همچنین در تیم ملی فوتبال زنان اوکراین بازی کرده‌است.